# Ruellia carnea
Ruellia carnea är en akantusväxtart som beskrevs av Isaac Bayley Balfour. Ruellia carnea ingår i släktet Ruellia och familjen akantusväxter. Inga underarter finns listade i Catalogue of Life.